# Въглехидрат
Въглехидратите или още въглеводите са голяма група органични вещества, изпълняващи важни биологични функции в живите организми. Те са изградени от въглерод, водород и кислород. Наименованието на въглехидратите е възникнало въз основа на представата, че те са хидрати на въглерода, тъй като общата им формула е
Сn(Н2О)m или СnН2 mОm, в която съотношението между водорода и кислорода е 2:1, като при водата. По-късно е установено, че съществуват съединения, които по качествен и количествен състав съответстват на тази формула, но имат различни свойства и следователно те не са въглехидрати (например: оцетна киселина – С2Н4О2, оцетен анхидрид – С4Н6О3 и др.). Освен това са познати редица въглехидрати, които не отговарят на общата им формула, но по строеж и свойства се отнасят към този клас съединения (например дезоксирибозата – С5Н10О4).
Въглехидратите са основна част от храната на животните, както и преобладаващ компонент от сухото вещество на живите организми (80% при растенията и 20% при животните).
Въглехидратите осъществяват многобройни и жизненоважни функции в живата природа. Глюкозата е основната енергийна „валута“ в организмите и основния източник на енергия за клетъчния метаболизъм. Полизахаридите като скорбяла и гликоген представляват енергиен склад, а целулозата в растенията и хитина в членестоногите изпълняват структурна роля. Пентозата рибоза е важен компонент на коензимите АТФ, ФАД, НАД и НАДФ, а също така участва и в изграждането на фосфозахаридния гръбнак на РНК. Свързаната с нея дезоксирибоза е компонент на ДНК. Въглехидратите и техни производни влизат в състава на множество важни биомолекули играещи ключови роли в имунната система, защитата от патогени, ембрионално развитие.
Понякога въглехидратите се наричат захари, понеже някои техни представители имат сладък вкус. Всички въглехидрати съдържат два типа функционални групи – хидроксилни и карбонилни (алдехидни или кето-групи). Наличието на тези групи определя свойствата им.
Изграждането на всички органични вещества на клетката има за основа хлорофилната фотосинтеза в зелените части на растенията, при която се синтезира глюкоза:
{\displaystyle {\mbox{6CO}}_{2}+{\mbox{6H}}_{2}{\mbox{O}}\to {\mbox{C}}_{6}{\mbox{H}}_{12}{\mbox{O}}_{6}+6{\mbox{O}}_{2}}

## Видове въглехидрати
Въглехидратите могат да се разделят на четири групи: монозахариди, дизахариди, олигозахариди (съдържащи от 3 до 10 монозахаридни остатъка) и полизахариди. Докато монозахаридите не могат да се хидролизират, то останалите представители на този химичен клас се хидролизират до по-прости захари и в края до монозахариди. Монозахаридите в зависимост от функционалната природа на карбонилната група се разделят на алдози и кетози.
Класификацията на въглехидратите е удобно да се представи със схемата:
Монозахаридите, дизахаридите и олигозахаридите са нискомолекулни, а полизахаридите са високомолекулни вещества.

### Монозахариди
Монозахаридите могат да се разглеждат като получени от поливалентни алкохоли чрез окисление на една първична или вторична хидроксилна група съответно до алдехидна или кетонна група. Поради това те са полихидроксиалдехиди или полихидроксикетони, които не съдържат други функционални групи в молекулата си и не се хидролизират. Според броя на въглеродните атоми монозахаридите биват триози, тетрози, пентози, хексози и т.н. Функционалната природа на карбонилната група се означава с представката алдо- или кето-, при което се образуват комбинираните им названия – например алдопентози, алдохексози, кетохексози и т.н.
Наименованията на монозахаридите обикновено са тривиални с окончание -оза. Например глюкоза, фруктоза, рибоза и др. В природата се срещат главно пентози и хексози. Особено много са разпространени хексозите глюкоза и фруктоза, които се намират в свободно състояние в сладките плодове. Например в гроздето се съдържа до 98% глюкоза.
Монозахаридите са безцветни кристални и неутрални вещества, които трудно кристализират, особено ако са онечистени с примеси. Те са лесно разтворими във вода, малко в алкохол и почти не са разтворими в неполярни разтворители (бензин, етер, хлороформ и др.). При загряване се стопяват, карамелизират и овъгляват, като се отделят водни пари. Повечето от монозахаридите имат сладък вкус, свързан с натрупването на хидроксилни групи в молекулата им.
- триоза
  - алдотриоза – Глицералдехид
  - кетотриоза – Дихидроксиацетон
- тетроза
  - алдотетроза – Еритроза, Треоза
  - кетотетроза – Еритрулоза
- пентоза
  - алдопентоза – Рибоза, Арабиноза, Ксилоза, Ликсоза
  - кетопентоза – Рибулоза, Ксилулоза
- хексоза
  - алдохексоза – Алоза,	Алтроза, Глюкоза, Маноза, Гулоза, Идоза, Галактоза, Талоза
  - кетохексоза – Псикоза, Фруктоза, Сорбоза, Тагатоза
- хептоза
  - алдохептоза – Манохептулоза
  - кетохептоза – Седохептулоза

Дезокси захарите са монозахариди, при които една хидроксилна група е заместена с водороден атом. Най-известният представител на дезокси захарите е дезоксирибозата, която участва в структурата на дезоксирибонуклеиновата киселина (ДНК).
Особено място сред групата на въглехидратите заемат захарните киселини, производни на монозахаридите, при които карбонилната и/или терминална хидроксилна група е окислена до карбоксилна. Те се отличават с многообразни, но и жизненоважни биологични функции. Така например аскорбиновата киселина (витамин C) е както антиоксидант, така и кофактор участващ в редокс процесите; галактуроновата киселина и идуроновата киселина са структурните компоненти на пектина и дерматан сулфата и хепарина съответно. глюкуроновата киселина е основен детоксикатор в човешкия организъм, а дериватите на глицериновата киселина са централни метаболити в гликолизата и други метаболитни пътища.

### Дизахариди
Въглехидрати, чиито молекули могат да се разглеждат като получени от две молекули монозахариди, които се свързват чрез отделяне на молекула вода, се наричат дизахариди.
Процесът е кондензационен. Обезводняването става между хидроксилни групи, така че отделните монозахаридни остатъци са свързани с кислородни мостове. То може да се извърши или между гликозидните хидроксилни групи на двата монозахарида (дикарбонилен тип на свързване, напр. при захарозата), или между гликозидната хидроксилна група на единия монозахарид и една от алкохолните групи на втория монозахарид (монокарбонилен тип на свързване, напр. при малтозата).
Дизахариди от дикарбонилен тип на свързване са захароза, трехалоза; Дизахариди от монокарбонилен тип на свързване – лактоза, малтоза и др.

### Олигозахариди
Олигозахарид (от гръцки олигос, малко, и захар) е въглехидратен полимер, изграден от не много на брой монозахаридни мономери (обикновено до десет). Олигозахаридите имат различни функции – най-често се срещат по плазмената мембрана на животинските клетки, където изпълняват съществена роля в междуклетъчното разпознаване.
Олигозахаридите са чест компонент на гликопротеините и гликолипидите и като такива често се използват като химични маркери клетъчното разпознаване. При A и B кръвните групи има два различни гликолипида с различни олигозахариди върху клетъчната мембрана на еритроцитите, AB-кръвната група има и от двата вида, докато при O никакви.

## Полизахариди
Молекулите на полизахаридите са изградени от голям брой монозахаридни остатъци. За разлика от монозахаридите, те нямат сладък вкус и са много малко разтворими във вода. Застъпени са широко както в растителни, така и в животински организми, където играят главна роля на резервна храна и на скелетно вещество. Групата на полизахаридите обхваща високомолекулни, колоидни по природа въглехидрати. Едни от най-важните и най-разпространени полизахариди са нишестето, целулозата, гликогенът и хитинът.

### Нишесте
Нишестето е първият видим продукт на фотосинтезата, извършваща се в зелените части на растенията. Образуваните нишестени зърна се разграждат под действието на ензими до разтворими захари. Чрез растителните сокове последните се транспортират до корените, семената и др., където ензимно се ресинтезира специфично за растението нишесте. Това нишесте служи като резервна храна. Особено богати на нишесте са оризът (85%), пшеницата (75%), царевицата (72%) картофите (25%). От тях нишестето се добива технически чрез механичното му отмиване с вода.
Нишестето е бял хигроскопичен прах, без вкус, малко разтворим във вода. Рентгенографският анализ показва, че то има микрокристален строеж. В гореща вода набъбва, след което дава колоиден разтвор, който при охлаждане се превръща в нишестен клей. При нагряване нишестето се овъглява без да се стапя.
Качествено нишестето може да се докаже с алкохолен разтвор на йод, с който то дава характерно синьо-виолетово оцветяване.
Двата основни компонента изграждащи нишестето са амилозата и амилопектинът.

### Целулоза
Целулозата е най-разпространеното органично съединение в природата. Тя изгражда стените на растителните клетки, т.е. скелетната част на растенията. Най-чиста природна целулоза е памукът, който съдържа целулоза до 98%. Тя е главна съставна част на лена и конопа. Дървесината съдържа до 50% целулоза. Ежегодно растенията синтезират около 1011 тона целулоза.
Целулозата е бяло влакнесто вещество без вкус. Рентгенографският анализ показва, че тя има кристална структура. Дългите нишковидни целулозни макромолекули са ориентирани по дължината на влакната. Тази структура се нарича влакнеста или фазерна. Отделните макромолекули са свързани чрез водородни връзки в снопчета (нишки).

### Гликоген
Гликогенът е молекула, функционираща като енергиен склад в животинските и фунгиалните клетки. Гликогенът се синтезира предимно в черния дроб и мускулите, но може също да бъде произведен и в мозъка или стомаха.
Гликогенът е аналог на нишестето в растенията и често е наричан животинска скорбяла. Гликогенът се открива под формата на гранули в цитозола на много видове клетки.

### Хитин
Хитинът е животинския аналог на целулозата. Той има структурно-опорни функции. Той е най-неразтворимото вещество, познато на Земята. Градивен елемент е на черупките на охлювите, мидите, твърдите части на твърдокрилите. Хитинът е един от основните компоненти на клетъчните стени при гъбите, екзоскелетът при насекомите и други членестоноги, както и на някои други животни.

### Пектин
Пектинът (от гръцки πηκτικός – пектикос, „пресечен, съсирен“) е структурен полизахарид съдържащ се в първичната клетъчна стена на сухоземните растения. Изграден е от остатъци на D-галактосилуронова киселина свързани с 1,4-гликозидна връзка. Произвежда се с търговска цел като бял до светло кафяв прах, предимно извличан от цитрусови плодове. Използва се като сгъстител в хранителната промишленост, в частност при производството на мармалад и конфитюр. Използва се и като стабилизатор и източник на фибри в плънки, бонбони, плодови сокове и мляко.

### Хиалуронова киселина
Хиалуроновата киселина (известна и като хиалуронан и хиалуронат) е анионен, несулфониран гликозаминогликан, изграден от дизахарид съставен от D-глюкуронова киселина и D-N-ацетилглюкозамаин свързани чрез β-1,4 и β-1,3 гликозидни връзки. Разпространена е широко в съединителната, епителната и нервната тъкан. Тя е уникална сред глюкозамингликаните с това, че не е сулфонирана и се синтезира върху плазмената мембрана, а не в апаратът на Голджи. Може да достигне колосални размери от порядъка на милиони далтони.
Като водещ компонент на екстрацелуларния матрикс има важно значение за правилното протичане на клетъчната пролиферация и миграция.
Хиалуроновата киселина е компонент и на група А на стрептококовата капсула, и се смята, че играе роля за вирулентността.

## Физични свойства
Всички въглехидрати се срещат в твърдо агрегатно състояние. Монозахаридите (глюкоза и фруктоза) и дизахаридите (захароза) са безцветни кристални вещества, добре разтворими във вода и със сладък вкус. Сладкият им вкус се дължи на натрупването на голям брой хидроксилни групи в молекулите им. При нагряване те се стопяват, карамелизират и накрая се овъгляват с отделяне на водни пари.
Нишестето е прахообразно вещество с микрокристална структура, а целулозата е вещество с влакнеста или фазерна структура. Нишестето и целулозата са без цвят и без вкус. Нишестето е малко разтворимо в гореща вода, като образува колоиден разтвор. Целулозата е неразтворима във вода. Причина за това са водородните връзки между целулозните макромолекули. Тя се разтваря добре в Швайцеров реактив, конц. HCl и солно кисели разтвори на калаен и цинков дихлорид. Полизахаридите са типични молекулни хидрофилни колоиди. Те са нелетливи. При нагряване се овъгляват без да се стопяват.
Въглехидратите имат еднакъв качествен състав. Молекулите им са изградени от 3 елемента: въглерод, водород и кислород. Молекулната маса на отделните класове въглехидрати е различна. Най-малка е тази на монозахаридите. Молекулите на дизахаридите могат да се разглеждат като получени от две молекули монозахарид с отделяне на молекула вода между тях, а молекулите на полизахаридите нишесте и целулоза – като получени от много молекули монозахариди чрез отделяне на много молекули вода между тях.
Докато глюкозата, фруктозата и захарозата са нискомолекулни вещества, нишестето и целулозата са високомолекулни вещества. Количествените натрупвания на монозахаридни остатъци води до преход от монозахариди към олигозахариди и полизахариди. Докато монозахаридите и дизахаридите имат строго определена молекулна маса, еднаква за всички молекули, то полизахаридите имат различни по маса молекули и затова се характеризират със средна молекулна маса. В следната таблица е показан, състава, строежа и молекулната маса на разглежданите въглехидрати:

## Състав на въглехидратите. Молекулна маса. Строеж
- Глюкоза С6Н12О6 М=180.

Молекулната маса е еднаква за всички молекули
Пентахидроксиалдехид
Молекулна кристална решетка
- Фруктоза С6Н12О6 М=180.

Нискомолекулно съединение, както и глюкозата
Пентахидроксикетон
Молекулна кристална решетка
- Захароза С12Н22О11 М=342.

Молекулната маса е еднаква за всички молекули
Полихидроксилно съединение с дикарбонилен тип на свързване на монозните остатъци.
- Нишесте (C6H10О5)n М = 30 000 – 1 000 000.

Молекулната маса е различна за отделните молекули.
Високомолекулно съединение, глюкозните остатъци са свързани в прави и в разклонени вериги.
Има зърнеста структура
- Целулоза

(C6H10О5)n	М = 200 000 до 20 млн.
Молекулната маса е различна за отделните молекули.
Високомолекулно съединение, гликозидно свързване с образуване на прави вериги.
Има влакнеста (фазерна) структура.
Причината за съществените различия в свойствата на монозахаридите, дизахаридите и полизахаридите се дължат на различията в строежа на въглехидратите и стойността на молекулните им маси. В сила е основният диалектически закон, според който количествените натрупвания водят до качествени изменения. С увеличаване на броя на глюкозните остатъци настъпват съответни изменения и в свойствата на въглехидратите.

## Химични свойства
Поради наличието на няколко функционални групи в молекулите им и тяхната склонност към тавтомерно превръщане монозахаридите проявяват разнообразна реактивност – те реагират като карбонилни съединения (алдехиди и респективно кетони), както и като хидроксилни производни (с гликозидната и хидроксинлите си ОН групи).

### Окисление
Глюкозата и фруктозата поради наличието на карбонилна група в молекулите им редуцират двуамонячен сребърен хидроксид до елементно сребро и Фелингов разтвор до димеден оксид. За разлика от кетоните, фруктозата също участва в тези редукционни реакции, защото: в алкална среда тя изомеризира до глюкоза и освен това има хидроксилна група в съседство, което води до по-силна поляризация на кето-групата и респективно засилва редукционните свойства на фруктозата. При редукцията на двуамонячен сребърен хидроксид глюкозата и фруктозата се окисляват до глюконова киселина.
Аналогично протича окислението на глюкозата и фруктозата с Фелингов разтвор, при което се отделя керемиденочервена утайка от димеден оксид.
Причината за редуктивните свойства на фруктозата (за разлика от кетоните) се дължи на факта, че в алкална среда тя изомеризира до глюкоза.
В кисела среда умерени окислители като разредена HNO3 и Br2-вода окисляват глюкозата до глюконова киселина, а фруктозата не се променя.
По-силни окислители като концентрирана HNO3 окисляват глюкозата до глюкарова киселина, а молекулата на фруктозата се разпада при кетонната група и получените две половини се окисляват по-нататък до съответните киселини.
Захарозата не притежава редуктивни свойства, тъй като тя е дизахарид от дикарбонилен тип на свързване – т.е. няма свободна карбонилна група.
Умерени окислители като разредена HNO3 и бромна вода окисляват алдози до монокарбонови киселини със същия брой въглеродни атоми. Например глюкозата се окислява от тези окислители до глюконова киселина.
В биологични среди се срещат естери на монозахаридите и с фосфорна киселина.
Глюкозата и фруктозата могат да ферментират под действието на различни ензими. Например в присъствие на сборния ензим цимаза протича алкохолна ферментация както на глюкозата, така и на фруктозата:
С6Н12О6 → 2С2Н5ОН + 2СО2
В зависимост от вида на ферментацията могат да се получат още млечна киселина, оцетна киселина, ацетон. За отбелязване е, че пентозите не ферментират.
Твърде голямата молекула на незахароподобните полизахариди (нишесте и целулоза) обяснява липсата на редуктивни и карбонилни свойства при тях. Оставащите в края на отделните макровериги свободни карбонилни групи са процентно много малка част от голямата полизахаридна молекула, така че свойствата им не могат да се проявят.

### Редукция
С карбонилната си група монозахаридите участват в почти всички присъединителни реакции, характерни за алдехидите, респективно кетоните. Глюкозата и фруктозата лесно присъединяват водород, при което се редуцират и преминават в шествалентния алкохол – сорбитол.

### Реакции на хидроксилните групи, естерификация
Реакциите с участието на гликозидната и алкохолните ОН групи при алдозите и кетозите са сходни с тези при алкохолите. Такива реакции характеризират монозахаридите като циклични полуацетали. В заместителните реакции, определящи се от киселинните свойства на ОН групите, по-активна е гликозидната група.
Монозахаридите (глюкоза и фруктоза) могат да се естерифицират, като се образуват естери. При естерификация на глюкоза с оцетен анхидрид се получава пентаацетилглюкоза.
Поради сходство в състава и строежа на въглехидратите има известно сходство и в техните химични свойства. Така например, тъй като те съдържат алкохолни групи, всички въглехидрати могат да се естерифицират, като се получават съответните естери. При естерификация на глюкозата с оцетен анхидрид се получава пентаацетил глюкоза.
Голямо значение имат естерите на целулозата с азотна киселина (целулозните нитрати) и с оцетната киселина (целулозните ацетати) за получаване на лакове, пластмаси (целулоид, целит, целон), изкуствена коприна, взривни вещества и др.

### Хидролиза
Основно различие в химичните свойства на въглехидратите е участието им в процеса хидролиза. Монозахаридите не могат да хидролизират. Олиго- и полизахаридите хидролизират, като краен продукт на хидролизата са монозахариди.
- Хидролиза на захароза – Под действието на минерални киселини или в присъствие на ензима инвертаза захарозата хидролизира. Като краен продукт на хидролизата се получават в равни количества глюкоза и фруктоза (инвертна захар)
- Хидролиза на нишесте – В кисела среда протича хидролиза на нишестето. Като краен продукт се получава глюкоза. Хидролизата на нишестето в присъствието на ензимите амилаза или диастаза протича обратимо до дизахарида малтоза.
- Хидролиза на целулоза – При варене на целулоза в разтвор на солна или киселина сярна киселина тя се хидролизира до глюкоза. Хидролизата на целулозата има голямо значение за получаване на глюкоза от дървесни отпадъци.

### Ферментация
Ферментацията е биохимичен процес, който се извършва с въглехидратите под действието на ензимни катализатори. Тя може да бъде алкохолна, млечнокисела, оцетнокисела, метанова и др.
Глюкозата и фруктозата ферментират под действието на ензима цимаза до алкохол:
{\displaystyle {\mbox{C}}_{6}{\mbox{H}}_{12}{\mbox{O}}_{6}+cym\to {\mbox{2C}}_{2}{\mbox{H}}_{5}{\mbox{OH}}+{\mbox{2CO}}_{2}}
Захарозата също ферментира, тъй като дрождите съдържат ензима инвертаза, под действието на който тя се хидролизира до глюкоза и фруктоза, които по-нататък директно ферментират.
Метановата ферментация на целулозата е на полупродуктите на нейната хидролиза.

## Въглехидрати и хранене
Богати на въглехидрати храни са плодовете, сладките, газираните безалкохолни, хлябът, макаронените изделия, варивата, картофите, оризът и всички житни растения и продуктите приготвени от тях. Въглехидратите са основният източник на енергия за живите организми, макар че нито един въглехидрат не е есенциален (незаменим) за човека. Това се дължи на факта, че въглехидратите не са непосредствен градивен материал за другите молекули, и тялото може да си набавя необходимата енергия от протеините и мазнините. Мозъкът и невроните не могат да използват мазнините като източник на енергия, а само глюкоза и в някои случаи така наречените кетонни тела. Човешкото тяло може да синтезира известно количество глюкоза в процес наречен глюконеогенеза от гликогенните аминокиселини и глицеролът, участващ в структурата на мазнините, и в редки случаи от мастни киселини. Въглехидратите съдържат 15.8 килоджаула (3.75 килокалории), протеините 16,8 килоджаула (4 килокалории; това е много относително според вида на белтъка, тъй като някои аминокиселини не могат да се използват като източник на енергия), а мазнините 37,8 килоджаула (9 килокалории) на грам. Въпреки че не са най-богати на енергия, въглехидратите са предпочитаният източник на енергия от човешкия организъм, защото са много по-лесно и по-бързо метаболизируеми от мазнините.
Организмите не могат да метаболизират всички видове въглехидрати, с цел да си осигурят нужната енергия. За тази цел универсален източник на енергия е глюкозата. Много организми също така могат да метаболизират и други моно- и дизахариди, като предпочитана остава глюкозата. В ешерихия коли например lac оперонът експресира ензимите, нужни за разграждането на лактоза, ако тя е налична в средата. Но ако в средата се срещат както лактоза, така и глюкоза, lac оперонът е потиснат, а в резултат се усвоява първоначално глюкозата. Някои полизахариди също са основен източник на енергия. Множество организми разграждат нишестето до глюкоза и усвояват енергията. Целулоза, хитин и арабиногликани обаче не могат да бъдат усвоени от повечето организми. Тези полизахариди могат да се метаболизират от някои бактерии и протисти. Преживните бозайници и термитите са развили хитър способ за усвояване на целулоза, като за целта са подпомагани от микроорганизми, обитаващи храносмилателния им тракт. Въпреки че са несмилаеми, тези полизахариди имат важна роля в хранителната диета, тъй като подобряват перисталтиката и възпрепятстват чернодробния цикъл, свързвайки жлъчните киселини, като по този начин ги извеждат от организма, вместо да бъдат резорбирани и от тях да се синтезира холестерол.
- Богати на въглехидрати храни